# مديرية منبه

تعديل مصدري - تعديل

مديرية منبه الحدودية إحدى مديريات محافظة صعدة في اليمن. بلغ عدد سكانها 51823 نسمة عام 2004. تقع في شمال غرب صعدة.

موقع مديرية منبه في محافظة صعدة